# Halowy mityng lekkoatletyczny Pedro’s Cup 2009

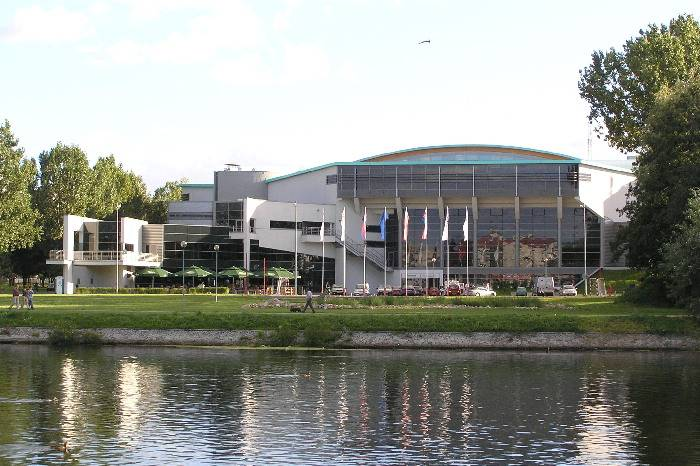
Hala "Łuczniczka" - miejsce rozgrywania mityngu

5. Halowy mityng lekkoatletyczny Pedro’s Cup  – piąta edycja halowego mityngu Pedro’s Cup została rozegrana 10 lutego 2009 w hali "Łuczniczka" w Bydgoszczy. Odbyły się 3 konkurencje: skok o tyczce kobiet, skok wzwyż mężczyzn oraz pchnięcie kulą mężczyzn. 

## Rezultaty

### Skok o tyczce kobiet

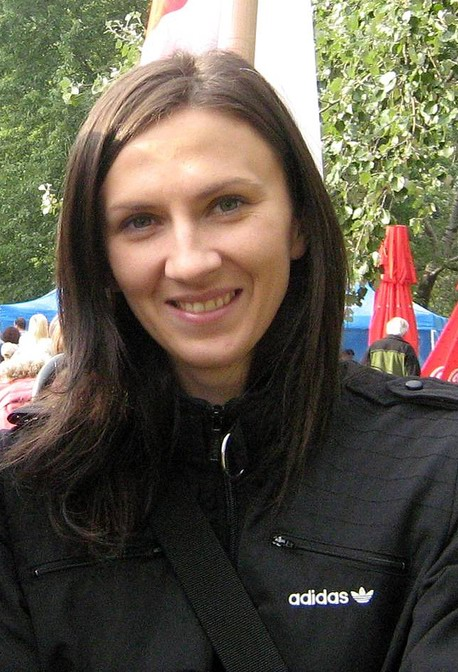
Monika Pyrek

| Pozycja | Zawodnik             | Wynik |
| ------- | -------------------- | ----- |
| 1       | Monika Pyrek         | 4,71  |
| 2       | Anna Rogowska        | 4,71  |
| 3       | Joanna Piwowarska    | 4,51  |
| 4       | Silke Spiegelburg    | 4,51  |
| 5       | Anastasija Reiberger | 4,31  |
| 6       | Tatjana Połnowa      | 4,31  |
| 7       | Róża Kasprzak        | 4,21  |
| 8       | Justyna Ratajczak    | 4,01  |

### Skok wzwyż mężczyzn

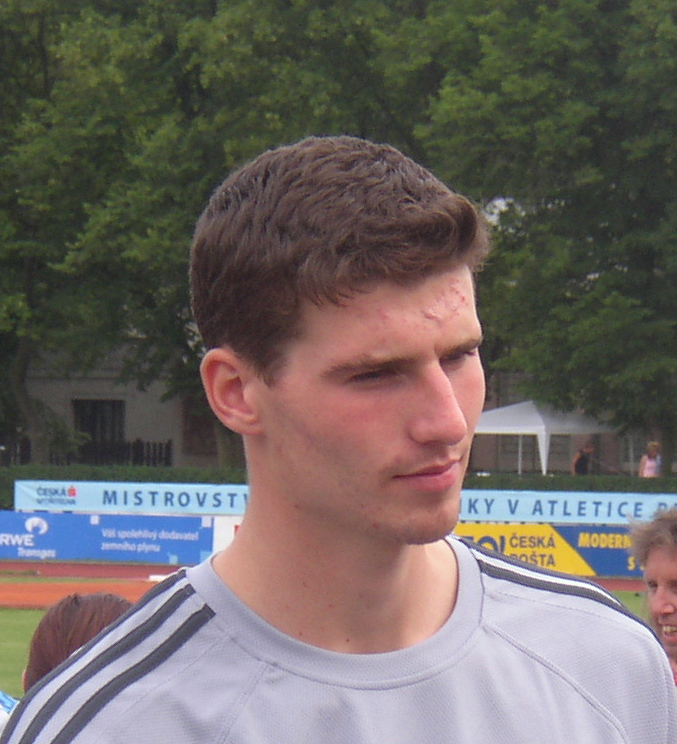
Czech Jaroslav Baba

| Pozycja | Zawodnik              | Wynik |
| ------- | --------------------- | ----- |
| 1       | Tora Harris           | 2,32  |
| 2       | Konstandinos Baniotis | 2,24  |
| 3       | Sylwester Bednarek    | 2,24  |
| 3       | Jaroslav Bába         | 2,24  |
| 3       | Arciom Zajcau         | 2,24  |
| 6       | Bohdan Bondarenko     | 2,24  |
| 7       | Kiriakos Joanu        | 2,20  |
| 8       | Andrea Bettinelli     | 2,20  |
| 9       | Robert Wolski         | 2,20  |

### Pchnięcie kulą mężczyzn

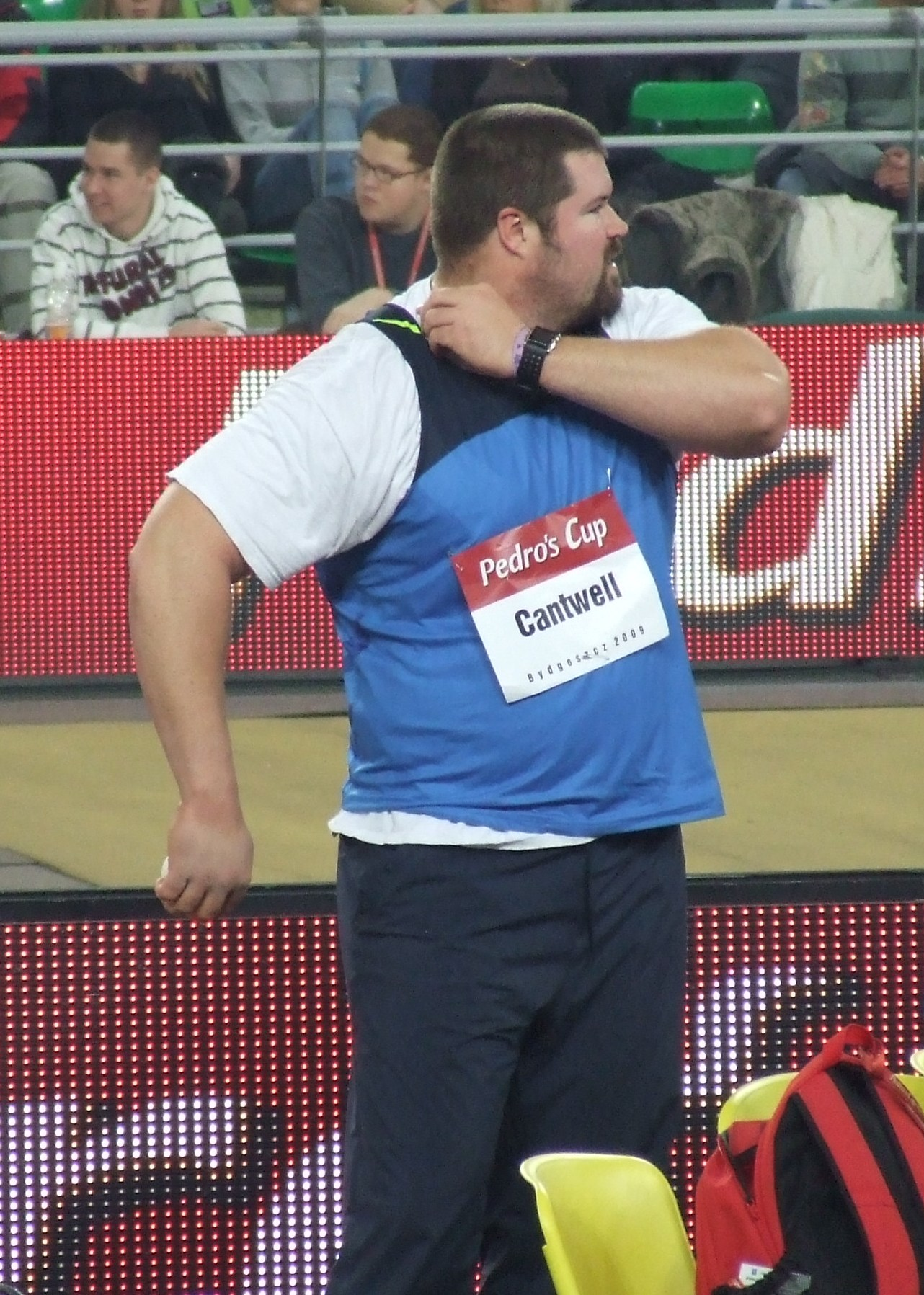
Christian Cantwell

| Pozycja | Zawodnik           | Wynik |
| ------- | ------------------ | ----- |
| 1       | Christian Cantwell | 21,47 |
| 2       | Tomasz Majewski    | 20,83 |
| 3       | Andrej Michniewicz | 20,06 |
| 4       | Ralf Bartels       | 19,99 |
| 5       | Jakub Giża         | 19,35 |
| 6       | Andy Dittmar       | 19,22 |
| 7       | Om Prakash-Singh   | 18,25 |